# 2033
Rok 2033 / MMXXXIII
stulecia: XX wiek ~
XXI wiek ~
XXII wiek

dziesięciolecia:
2000–2009 •
2010–2019 •
2020–2029 •
2030–2039

lata: 2023 «
2028 «
2029 «
2030 «
2031 «
2032 «
2033
» 2034
 
 
 
» 2038
 

## Spodziewane wydarzenia
- Wycofanie z obiegu kart płatniczych Mastercard posiadających pasek magnetyczny[1]

## Wydarzenia sportowe
- Puchar Świata w Rugby Kobiet 2033 w Stanach Zjednoczonych[2]

## Święta ruchome
- Tłusty czwartek: 24 lutego
- Popielec: 2 marca
- Niedziela Palmowa: 10 kwietnia
- Wielki Czwartek: 14 kwietnia
- Wielki Piątek: 15 kwietnia
- Wielka Sobota: 16 kwietnia
- Wielkanoc: 17 kwietnia
- Poniedziałek Wielkanocny: 18 kwietnia
- Wniebowstąpienie Pańskie: 29 maja
- Zesłanie Ducha Świętego: 5 czerwca
- Boże Ciało: 16 czerwca[3]